# Polyphemus pediculus
Polyphemus pediculus es una especie de crustáceo onicópodo de la familia Polyphemidae. Se ha encontrado en Europa.